# Cariboptila poquita
Cariboptila poquita är en nattsländeart som beskrevs av Lazar Botosaneanu 1977. Cariboptila poquita ingår i släktet Cariboptila och familjen stenhusnattsländor. Inga underarter finns listade i Catalogue of Life.